# Ångsjön, Uppland
Ångsjön är en sjö i Uppsala kommun i Uppland och ingår i Norrströms huvudavrinningsområde.